# Justyna Iskrzycka
 (novembre 2018).
Si vous disposez d'ouvrages ou d'articles de référence ou si vous connaissez des sites web de qualité traitant du thème abordé ici, merci de compléter l'article en donnant les références utiles à sa vérifiabilité et en les liant à la section « Notes et références ».
Justyna Iskrzycka (née le 7 novembre 1997) est une kayakiste polonaise pratiquant la course en ligne.

## Palmarès

### Jeux olympiques
- 2020 à Tokyo, (Japon)
  -  Médaille de bronze en K-4 500 m

### Championnats du monde
- 2019 à Szeged, Hongrie
  -  Médaille d'argent en K-1 1000 m
- 2018 à Montemor-o-Velho, Portugal
  -  Médaille d'argent en K-2 1000 m
- 2017 à Račice (République Tchèque)
  -  Médaille de bronze en K-2 1000 m

### Championnats d'Europe
- 2018 à Belgrade (Serbie)
  -  Médaille d'or en K-2 1000 m